# Вознесенська
Вознесе́нська — станиця в Лабінському районі Краснодарського краю. Центр Вознесенського сільського поселення.
Населення — 6,9 тис. мешканців (2002).
Розташована вздовж берегів річки Чамлик (права притока Лаби) у степовій зоні, за 24 км південно-східніше міста Лабінськ. На півночі до Вознесенської безпосередньо примикає менша станиця Єрьомінська.
Заснована в 1841, з трьома іншими станицями (Лабінська, Чаплигінська, Урупська) при перенесенні кордонної лінії з р. Кубані на Лабу. В основному заселена козаками Кубанського полку — на поселення в станицю було відправлено з полку сто сімдесят родин.